# Korban
Un korban (hébreu קרבן, au pluriel קרבנות – korbanot –, de la racine קרב – qrv –, signifiant « approcher, apporter ») est une offrande rituelle décrite et prescrite dans la Torah centrale pour le culte du sanctuaire. Elles étaient « apportées » par les Israélites au cohen, le « prêtre » lévite. Bien qu'on rende généralement le terme par « sacrifice », il recouvre en fait une notion toute différente.
Il existait divers types de korbanot, de différentes natures et de différentes fonctions. Il s'agissait le plus souvent d'animaux de menu ou de gros bétail qui étaient abattus rituellement avant d'être cuits et consommés par la personne qui apportait l'offrande, à l'exception de parts qui revenaient de droit au cohen, et d'autres qui, étant interdites à la consommation, étaient brûlées sur l'autel (mizbea'h). L'offrande était parfois entièrement brûlée sur l'autel.
À défaut de taureau ou de mouton, on pouvait offrir des tourterelles, des pigeons, de la farine, de l'encens, les prémices de la récolte, de la pâte, etc.
La Torah décrit diverses offrandes pour diverses occasions avec de nombreux détails. Le rite fut observé par les Juifs jusqu'à la destruction du Second Temple en 70 après J.-C. et par les Samaritains jusqu'à la chute du Temple de Garizim. Ceux-ci continuent toutefois la pratique du korban pessa'h – offrande de l'agneau pascal –, que les Juifs ont abandonnée jusqu'à la réinstauration espérée du Troisième Temple.
Les korbanot et leur nature occupent toujours une place importante dans la théologie juive, ainsi que dans le rituel et la loi religieuse, particulièrement dans le judaïsme orthodoxe.

## Le korban dans la Torah
Des offrandes à Dieu apparaissent dès la première parasha hebdomadaire du Livre de Bereshit. Toutefois, bien que les différentes offrandes émaillent le texte, il n'est pas question de korbanot mais de mena'hot, de olot de ma'asser, de zeva'him, etc., et le korban n'apparaît que dans le Lévitique (1:2), pour la raison qu'à partir de là, le culte sacrificiel est hiérarchisé et centralisé: une offrande ne peut plus, à l'exception du sacrifice pascal, être élevée à Dieu par quiconque en dehors du cohen, c'est-à-dire un descendant mâle de la lignée paternelle d'Aaron le Lévite ; le récit de Kora'h, où ce Lévite de la lignée de Kehat (dont sont également issus Moïse et Aaron) et ses partisans sont engloutis par la bouche de la terre, vient mettre en garde quiconque disputerait cette exclusivité aaronite. Il devient de plus interdit d'abattre un animal afin d'en consommer la chair en dehors de l'enceinte du sanctuaire, ainsi que de consommer le fruit de la récolte, de la vigne, du pressoir et la première pâte avant d'en avoir prélevé les prémisses pour le cohen. Toute nourriture doit donc lui être « apportée » avant d'être sanctifiée. Pour autant, il ne lui suffit pas d'être de descendance aaronite patrilinéaire, il doit également être impérativement en état de pureté rituelle.
Le korban constitue donc le principal sujet du Livre du Lévitique : y sont minutieusement détaillés les divers types et natures de korbanot, leur raison d'être, les prescriptions de leur réalisation, les animaux ou végétaux pouvant convenir pour une telle offrande ; les bêtes permises au sacrifice et à la consommation, à condition d'y avoir été reconnues convenables après inspection de la présence ou absence de divers signes et d'avoir été rituellement abattues ; les conditions permettant ou interdisant à un cohen de remplir son office, parmi lesquelles figurent principalement l'impureté rituelle et la présence de tares physiques, permanentes ou transitoires ; les facteurs d'impureté et les rites de purification des personnes impures ; les unions permises et interdites, la transgression desquelles entraîne une déchéance définitive de statut chez un cohen, le retranchement du sein du peuple chez un laïc. Le Lévitique contient également une mise en garde à l'égard de cohanim qui ne suivraient pas le rite, en l'occurrence la mort des fils aînés d'Aaron, Nadav et Avihou, consumés par un feu pour en avoir allumé un qui n'avait pas été prescrit.
Le Livre du Lévitique décrit aussi la distinction entre le simple cohen et le grand prêtre ; celui-ci est le seul habilité à réaliser le rituel de Yom Kippour, et donc à pénétrer dans le Débir (le « Saint des saints ») où réside Dieu, mais il est également soumis à des règles de pureté rituelle et familiale plus strictes.
Selon la tradition juive, le korban sera accompli pendant plus de mille ans depuis cette époque biblique jusqu'à la chute du Second Temple en 70 EC, et ne connaîtra pour seuls hiatus que l'exil à Babylone et l'interdit séleucide qui mena à la révolte des Hasmonéens.

### Les divers korbanot décrits dans la Torah
Les korbanot peuvent être offerts en plusieurs occasions : soit les jours de convocation sainte, où ils le sont le plus souvent à titre public, soit à titre individuel, en rachat d'une faute ou en remerciement à Dieu.
La Torah décrit plusieurs types de korbanot :
- le premier, korban olah[8], est une offrande expiatoire offerte le plus souvent à titre individuel et volontaire, où un animal, le plus souvent choisi parmi le gros ou le menu bétail mâle et sans défaut, est intégralement consommé par le feu après avoir été chargé des fautes de l'individu qui l'offre par imposition des mains sur sa tête et abattu. Seules les fautes commises en état d'égarement peuvent être rédimées de la sorte. Le bois nécessaire pour le feu fait lui aussi l'objet d'un korban[9].
C'est également une olah que doit apporter la femme ayant conçu après sa période d'impureté, ainsi que la personne atteinte de tza'arat (Lévitique 14).
Le korban olah peut également être offert à titre public, comme offrande perpétuelle (korban tamid) ou offrande supplémentaire ('"korban moussaf) lors des jours saints, dont la nature varie en fonction du jour saint célébré ;
- le korban min'ha est une offrande végétale, en fine fleur de farine, arrosée huile et parsemée d'encens, pouvant être présentée sous forme de farine, de galette, de gruau, etc. Elle ne peut contenir ni miel ni levain. Elle est présentée en accompagnement d'autres offrandes ;
- le korban hattat est une offrande expiatoire, où seuls les organes de la bête sont brûlés sur l'autel, contrairement au korban olah, la chair et la peau de l'animal l'étant hors du campement ou de l'enceinte du Temple. Ce type d'offrande peut être faite à titre individuel par le grand-prêtre, lors d'un péché grave commis par inadvertance ou de Yom Kippour, par un prince, par un israélite ayant mérité d'être retranché du sein de son peuple, ou à titre public, par exemple lors du korban moussaf, à l'exception du moussaf de shabbat ;
- le korban asham est une offrande délictive offerte par exemple lors d'un larcin ou dans certains cas d'impureté, que le délit soit établi ou douteux. Il s'agit toujours d'une offrande individuelle ;
- le korban pessa'h, ou offrande pascale, est le seul à ne pas devoir être présenté au cohen. Il doit cependant être abattu dans l'enceinte du sanctuaire par chaque chef de famille à la date du 15 Nissan, le jour de Pessa'h. Une opportunité est accordée à ceux qui n'ont pu réaliser le korban pour une raison légitime un mois plus tard, lors du Pessa'h sheni ;
- le korban shelamim est une offrande rémunératoire offerte à titre individuel lors de pèlerinages, en remerciement, ou par vœu personnel. Il est fait à titre public au festival de Chavouot ;
- les maasserot sont des dîmes prélevées sur les premiers produits du pressoir, de la moisson, de la vigne, etc. Réalisées à titre individuel, en fonction des avoirs et de l'indice de production, il en existe plusieurs variétés. Elles ont pour conséquence de permettre aux Israélites dépourvus de terre, comme les indigents, ou ne pouvant en posséder par décret biblique, comme les cohanim et les leviim, de pourvoir à leurs besoins.

De nombreuses offrandes sont décrites avec un accompagnement de farine et une libation, généralement de vin, sauf à Souccot, où l'on offre de l'eau. Tous les korbanot doivent en outre être salés.

## Les prophètes et les korbanot
De nombreux prophètes, personnages inspirés, c'est-à-dire emplis du souffle divin, portant régulièrement au peuple la parole qu'ils reçoivent, selon les croyances israélites, de Dieu, rapportent Son mécontentement devant les Israélites qui réduisent la Torah de Moïse à sa dimension cultuelle à l'exclusion des autres, notamment l'éthique. La restauration du caractère éthique constitue l'une des tâches si importantes de la prophétie que la critique biblique considère qu'elle est leur grand-œuvre sinon leur invention[réf. nécessaire].
Les critiques prophétiques des korbanot relèvent principalement de deux ordres.
- La prolifération anarchique de « hauts-lieux » et autres sites cultuels décentralisés, auxquels se mêlent souvent des tentations syncrétistes, voire franchement idolâtres. Si ce culte est quelquefois « importé, » notamment par Jézabel qui entend imposer son dieu, Baal « avec un enthousiasme de missionnaire, » il est souvent local : Jérémie gronde contre ceux qui, au lieu de consacrer leur aîné à YHWH, le font passer dans le feu à Moloch dans la Géhenne. La tendance est en tout état de cause antérieure à la montée en terre d'Israël puisqu'Osée pleure la déchéance d'Israël, qui n'a glorieusement surmonté les malédictions de Balaam que pour sombrer dans l'idolâtrie à Baal-Peor. Elle est à ce point ancrée dans les mentalités que le roi Ezéchias fait détruire le Nehoushtan[10], pourtant érigé par Moïse, car on y brûle des parfums. L'épisode d'idolâtrie majeure, le Veau d'or est encore plus ancien, coïncidant temporellement avec la révélation des premières Tables de la Loi sur le Sinaï ; les termes par lesquels il est annoncé à la foule enthousiaste ressemblent mot pour mot à la proclamation faite par le roi séparatiste Jéroboam, qui inaugure un temple rival, et idolâtre, à Béthel. Ceci, ainsi que le fait qu'Ezéchias et Josias, les deux rois de Juda les plus résolus à centraliser le culte de YHWH à Jérusalem, soient également les plus favorablement considérés dans l'historiographie biblique exprimée par le livre des Rois, est l'un des arguments-clés de l'hypothèse de Wellhausen.
- La banalisation des korbanot, devenus quotidiens et routiniers, et considérés comme suffisants pour obtenir les faveurs divines, font tout aussi fortement l'objet d'imprécations et tentatives de rappel à l'ordre et ce, dès que les enfants d'Israël ont pris possession de la terre qui leur a, selon la Bible, été destinée et promise par Dieu : Samuel rappelle à Saül que « l'obéissance vaut mieux qu'un zeva'h, et la soumission que la graisse des béliers »[11] ; Isaïe, dès ses premières exhortations, annonce à ses auditeurs que Dieu n'agrée pas les holocaustes[12] et a « en horreur » leur encens[13]; Jérémie réitère ces propos[14], ajoutant que lors de l'Exode, Dieu n'a rien prescrit à leurs pères en matière d'holocauste ni de sacrifice, mais d'écouter Sa voix, et de suivre la voie qu'Il leur prescrit[15]; Osée ne dit pas autre chose[16], proposant par ailleurs de substituer aux taureaux l'hommage des lèvres[17]. Il en est de même pour Michée[18].

Cependant, les mêmes prophètes qui décrient les offrandes dépourvues d'esprit de repentir, de bonté et de droiture, ne nient pas leur rôle essentiel, et le repentir n'a pas pour but, disent Joël et Malachie de mettre un terme aux offrandes, mais au contraire de les rendre propices et agréables à Dieu. De telles offrandes, jouant un rôle complémentaire à l'observance de la Loi, seront agréées en provenance de tous les fidèles, Israélites comme étrangers, et la maison de Dieu deviendra une maison de prière pour toutes les nations.

### Les korbanot dans lesKetouvim
Les livres inclus dans les Ketouvim, en particulier celui des Psaumes, montrent une profonde influence du message prophétique.

## Interprétation chrétienne du korban
Jésus a une attitude peu favorable à l'hypocrisie de certains des chefs religieux de son époque (Marc 7). Il fait le reproche à des Pharisiens de leur usage du Korban, (versets 9 à 13) qui permettait à des enfants de ne pas prendre soin de leurs parents lorsqu'ils avaient déclaré Korban (dédié au temple) les sommes ou les biens qu'ils auraient du utiliser pour respecter le commandement transmis par Moïse : "Honore ton père et ta mère" (Deutéronome 5.16) et "Celui qui maudira son père ou sa mère sera puni de mort" (Exode 21.17). Assis face au tronc dans le temple, il prend en exemple une pauvre veuve qui a donné apparemment très peu mais qui, parce qu'elle s'est privée du nécessaire, avait en fait donné plus que tous (Marc 12.41-44).
Jésus lui même s'offre en sacrifice pour le salut de tous les hommes (Matthieu 20.25-28). Dieu, qui est parfait, demande aux hommes l'application de sa Loi qui est parfaite (Psaume 19.8, Matthieu 5.48). Or tous les hommes sont pécheurs et de fait sont privés de la gloire de Dieu (Romains 3:20-26). De ce fait, la Torah prévoit des moyens pour l'homme pécheur : en l'espèce, un substitut pour ses péchés avec, comme point culminant, la fête de Kippour. Les sacrifices d'animaux étaient donc un signe de la bonté de Dieu qui acceptait la mort des animaux pour racheter les fautes des hommes qui auraient dû leur valoir la mort (Lévitique 4.35). Le sacrifice de l'agneau de Dieu, Jésus le Messie sur la croix "enlève le péché du monde" (Jean 1.29) : en mourant à notre place pour notre salut il rend ainsi obsolète l'ancien système sacrificiel (Heb. 9.23-10.18).
La phrase al-Qurbaan al-Muqaddas (القربان المقدس; le Saint Korban) est la traduction arabe du mot "Eucharistie".

### Documents et liens externes
- Article de la Jewish Encyclopedia